# Konferenz- und Kulturzentrum Franz Liszt

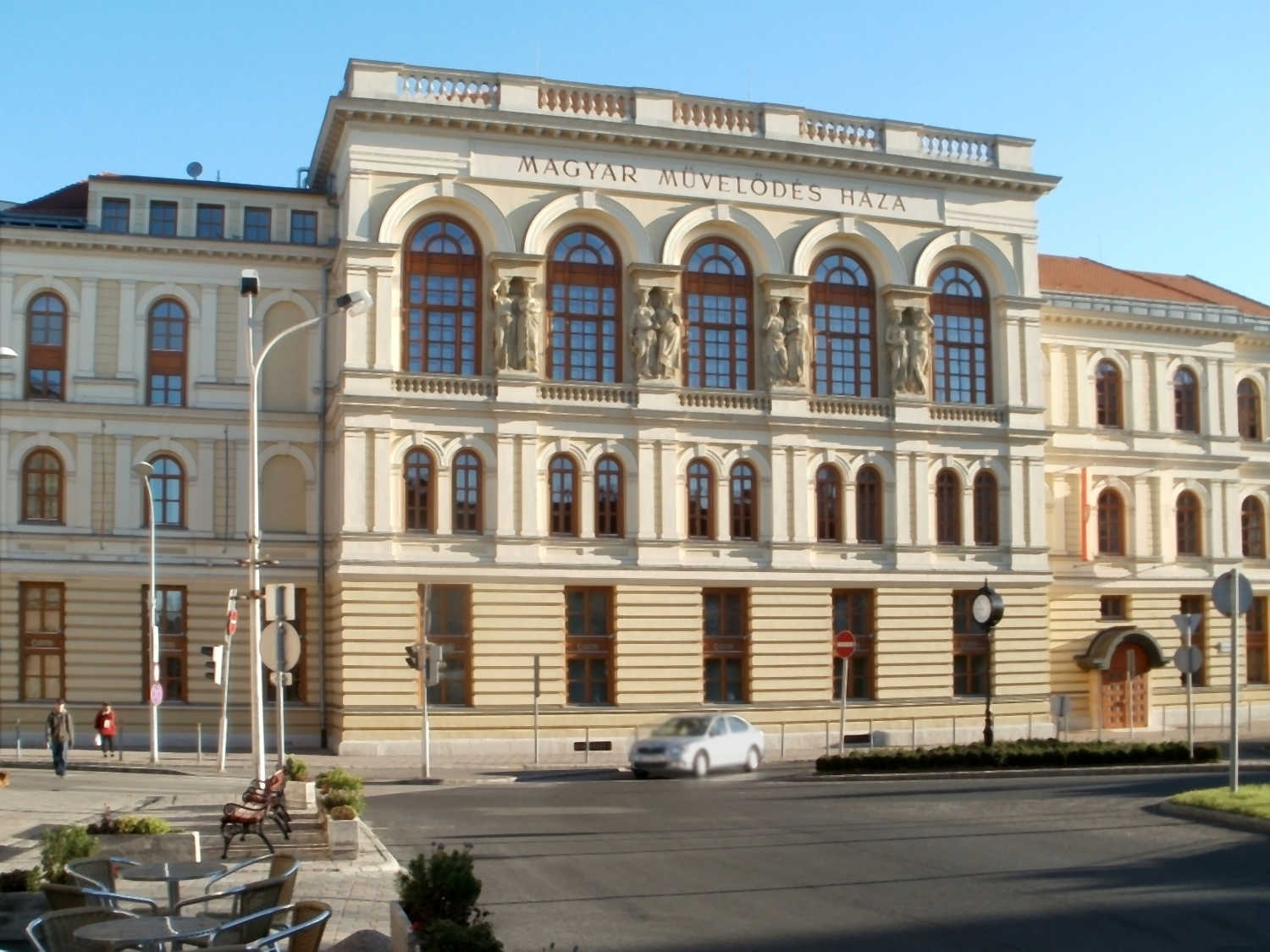
Konferenz- und Kulturzentrum Franz Liszt

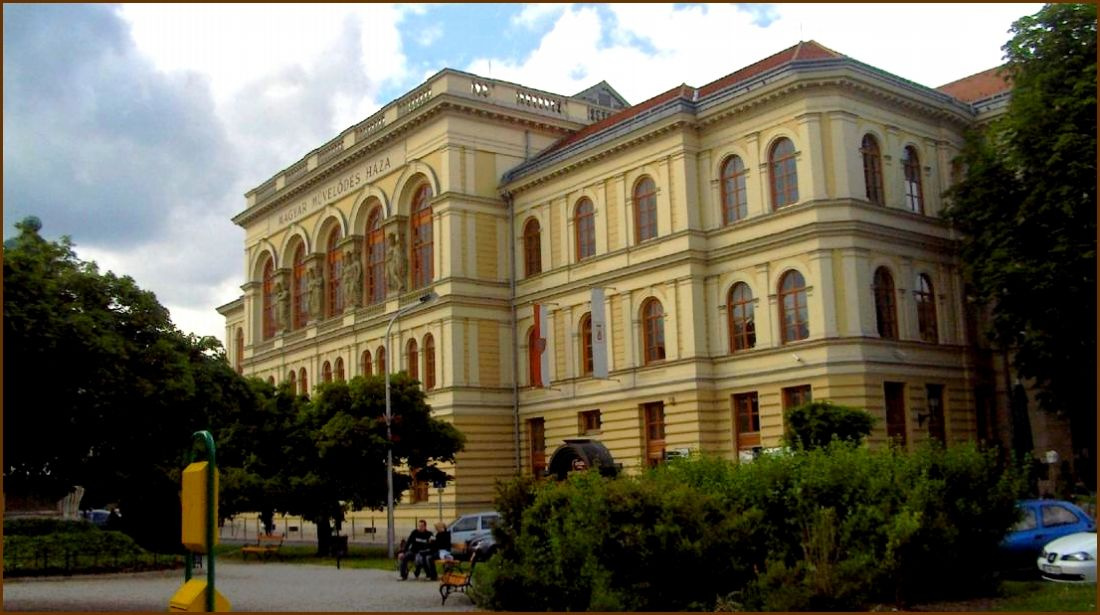
Blick auf das Gebäude von Südosten

Das Konferenz- und Kulturzentrum Franz Liszt (ungarisch Liszt Ferenc Konferencia- és Kulturális Központ) ist ein denkmalgeschützter Bau in der ungarischen Stadt Sopron. Er befindet sich in der Liszt Ferenc utca 1 im südwestlichen Teil der historischen Altstadt. Der Gebäudekomplex wurde nach Franz Liszt benannt, der im Oktober 1820 in Sopron sein erstes Konzert gab.

## Geschichte
In der ersten Hälfte des 19. Jahrhunderts initiierte István Széchenyi die Gründung mehrerer Kasinos. 1868 kam die Kasino-Gesellschaft in Sopron zu dem Schluss, dass für die wachsende Zahl der Vereinsmitglieder dringend geeignetere Räume benötigt würden. Nach einer Ausschreibung wurde der  Wiener Architekt Ludwig Wächtler 1870 mit der Umsetzung des Baus beauftragt. Die Bauarbeiten dauerten von 1870 bis 1872. Im Herbst 1872 bezog der Kasino-Verein das neue Gebäude, die feierliche Eröffnung fand am 11. Januar 1873 statt, mit einem großen Ball, bei dem eine Militärkapelle aus Pozsony spielte.
Gegen Ende des Jahres 1896 gab es die erste Kinoaufführung im Kasino. Dort fand das erste städtische Telefongespräch statt und es wurde ein Konzert per Telefon nach Győr übertragen. 1904 dirigierte dort Károly Goldmark und ein Jahr später gab Béla Bartók zum ersten Mal ein Konzert, dem weitere folgten. An Schriftstellern waren dort neben vielen anderen Frigyes Karinthy, Dezső Kosztolányi, Lőrinc Szabó und Zsigmond Móricz anzutreffen.
1942 wurde das Gebäude als Reaktion auf den wachsenden deutschen Einfluss umbenannt in Magyar Művelődés Háza (Haus der ungarischen Kultur).
Durch die Auswirkungen des Zweiten Weltkriegs und die mangelnde Bewirtschaftung in den Folgejahren verschlechterte sich der Zustand des Gebäudes stark und es wurde festgestellt, dass das Holz im Gebäude durch Pilzbefall geschädigt war. So wurde im April 1963 das ehemalige Kasinogebäude, das seit 90 Jahren in Betrieb war, geschlossen.
Im Jahr 1969 gab es Umbauarbeiten und ab 1970 wurde das Gebäude als Kulturzentrum (Liszt Ferenc Művelődési Központ) und Bibliothek genutzt. Nach einer weiteren Umgestaltung des Gebäudes nach Plänen von Ferenc Fábiánkovits, erhielt es 2002 seine heutige Form. Die drei größten Säle bieten aktuell Platz für 600, 450 und 250 Personen.